# Révision générale des politiques publiques
La révision générale des politiques publiques (RGPP) consiste en une analyse des missions et actions de l'État et des collectivités, suivie de la mise en œuvre de scénarios de réformes structurelles, avec comme buts la réforme de l'État, la baisse des dépenses publiques et l'amélioration des politiques publiques.
De telles politiques ont été menées dans de nombreux pays, notamment au Canada de 1994 à 1998 sous le nom de revue des programmes. En France, la RGPP, ou révision générale des politiques publiques, a commencé en 2007, puis est remplacée en 2012 par la MAP (modernisation de l'action publique).

## Objectifs
Cette remise à plat des politiques publiques sert trois objectifs majeurs :
- Mieux adapter les administrations aux besoins des usagers ;
- Valoriser le travail des fonctionnaires ;
- Réduire les dépenses publiques pour revenir à l’équilibre budgétaire et gagner des marges de manœuvre.

En France, une grille de sept questions est élaborée pour mener cette remise à plat :
- Que faisons-nous ?
- Quels sont les besoins et les attentes collectives ?
- Faut-il continuer à faire de la sorte ?
- Qui doit le faire ?
- Qui doit payer ?
- Comment faire mieux et moins cher ?
- Quel doit être le scénario de transformation ?

Des révisions générales des politiques publiques ont été mises en œuvre dans de nombreux pays, et ont généralement permis des réductions de la dépense publique et des simplifications administratives pour les usagers, notamment la diminution de l'impôt papier.
Le Canada est souvent cité comme l'exemple d'une RGPP réussie.

## Dans le monde
De nombreux pays ont mis en œuvre des politiques de révision générale des politiques publiques, comme le Canada, la Suède ou la France.

### Canada

#### Objectifs et moyens
La révision générale des politiques publiques au Canada fut appelée revue des Programmes et s'est déroulée de 1994 à 1998, à la suite de l'engagement du gouvernement, en 1993, de réduire le déficit de 5,9 % à 3 % du PIB en trois ans par une réduction des dépenses.
Chaque ministère doit évaluer ses dépenses en se basant sur six critères :
- L’intérêt public
- Le rôle du gouvernement (légitimité du rôle de l’État)
- Le fédéralisme (rôle de l’État fédéral)
- Le partenariat (rôle du secteur privé et PPP)
- L’efficience
- La capacité financière

En pratique, les réformes portent sur 4 objectifs :
- Affectation des ressources aux programmes prioritaires et réduction des moyens pour les autres ;
- Réduction des subventions aux entreprises privées ;
- Augmentation des ressources non fiscales (exemple : facturation de certains services gouvernementaux) ;
- Approche centrée sur le service du citoyen et l’efficacité de ce service.

#### Résultats
Avec cette réforme, le gouvernement canadien réussit à réduire les dépenses d’environ 17 milliards de dollars canadiens, ce qui représente 10,13 % du total des dépenses. Dès 1997, avec un an d'avance sur les prévisions, le solde de l'exercice budgétaire est excédentaire.
En 1998, la dette publique canadienne est ramenée à 65 % du PIB, contre 70 % en 1993. Le nombre de fonctionnaires est réduit de 16 %, soit 60 000 emplois en moins.
Sur la période 1997-2007, le Canada ne présente que des budgets excédentaires, la taux de chômage diminue fortement et la croissance reste très solide. Selon les prévisions du gouvernement, la dette devrait représenter 31,7 % du PIB sur l'exercice fiscal 2007-2008 (objectif à 25 % du PIB pour 2014). Néanmoins, à la suite de la crise des subprimes, l'économie canadienne subit en 2008 une forte contraction avec une hausse marquée du chômage et des déficits. La dette publique recommence à croître en pourcentage du PIB, pour s'établir à 84 % du PIB en 2011.

### France
En France, la révision générale des politiques publiques est annoncée par une communication en conseil des ministres, le 20 juin 2007, et officiellement lancée le 10 juillet 2007. Un premier rapport est présenté le 4 avril 2008. Le 18 décembre 2012, le gouvernement de Jean-Marc Ayrault lance la modernisation de l'action publique (MAP) en lieu et place de la RGPP. Le plan préfecture nouvelle génération (PPNG) est annoncé par le ministre de l’Intérieur, Bernard Cazeneuve, en conseil des ministres du 16 décembre 2015.

#### Objectifs

##### Point de vue officiel
En 2007, le président de la République Nicolas Sarkozy annonce l'objectif de retour à l'équilibre budgétaire et à un ratio (dette/PIB) inférieur à 60 % pour 2012.
Afin d'y parvenir, l'État se fixe comme objectif une progression des dépenses publiques deux fois moins rapide que durant les 10 dernières années, soit une progression d’environ 1 % en volume chaque année.
Les objectifs généraux de la réforme suivent six axes :
- Améliorer les services pour les citoyens et les entreprises

Exemples d’actions engagées : amélioration de l’accueil physique et téléphonique des administrations ; mise en place d’une agence du remplacement des enseignants à l’école ; constitution du guichet fiscal unique et généralisation de la déclaration et du paiement des impôts et taxes sur Internet ; fusion des directions générales des impôts et de la comptabilité publique.
- Moderniser et simplifier l’État dans son organisation et ses processus

Exemples d’actions engagées : rapprochement entre la police et la gendarmerie nationale permettant notamment des mutualisations de fonctions support ; création d’un organisme unique de paiement des aides agricoles ; simplification des administrations centrales ; réorganisation des services déconcentrés (aussi bien au niveau régional que départemental).
- Adapter les missions de l’État aux défis du XXIe siècle

Exemples d’actions engagées : création d’un ministère du développement durable ; modernisation de la politique du logement ; recentrage des activités de police sur les nouvelles formes de délinquance ; adaptation du ministère de la Défense à ses nouvelles missions.
- Valoriser le travail et le parcours des agents

Exemples d’actions engagées : révision générale du contenu des concours administratifs ; création d’un droit effectif à la mobilité.
- Rétablir l'équilibre des comptes publics et garantir le bon usage de chaque euro

Exemples d’actions engagées : réforme de l’indemnité de retraite temporaire outre-mer ; non-remplacement d’un départ à la retraite sur deux dans la fonction publique. En effet, selon Charles de La Verpillière, l'un des trois rapporteurs du rapport, les dépenses de personnel de l'État représentent 118 milliards d'euros annuels. Toutefois, le rapport précise que la règle du « un sur deux » ne serait pas la panacée annoncée, ne serait-ce que parce que les départs à la retraite vont diminuer de 70 000 par an en moyenne à 40 000 vers 2014-2015, du fait de l'augmentation des durées de cotisation et du recul de l'âge de la retraite,.
- Responsabiliser la culture du résultat

Exemples d’actions engagées : mise en place d’un tableau de bord de pilotage des réformes engagées ; financement budgétaire des universités fondé sur la performance.

##### Point de vue syndical
L’idée du gouvernement est simple : ne pas remplacer les départs en retraite (160 000 entre 2009 et 2012) pour réorganiser l’ensemble des services de l’État et, ainsi, faire des économies sur les deux tableaux – dette publique oblige.
Les justifications financières de cette réforme inédite dans son ampleur prennent le pas sur la volonté politique de « faire mieux avec moins ». Sous couvert d’une meilleure prise en compte des besoins des populations, les périmètres d’action des ministères seraient regroupés autour de 4 pôles (« population », « territoire », « sécurité publique », « logistique ») présentés comme plus efficaces et plus clairs pour les usagers.
Chaque département ayant des besoins différents à satisfaire, ces regroupements se feraient au détriment de la variété et de la qualité des services rendus au public, sans parler de la dénaturation des missions des agents. Il s'agit d'une logique de structure calquée sur une logique essentiellement comptable.
La RGPP s’inscrit dans un paysage administratif profondément remanié par la mise en place de la LOLF, qui avait pour but d’introduire les principes de responsabilité et de transparence à travers les budgets associés aux différentes missions de l'État.
La RGPP n’en est que la traduction managériale, à savoir en langage courant : « on remet tout à plat, département par département, en fusionnant ici et en supprimant là ».
La RGPP et la LOLF s'appuient sur un système informatif profondément rénové, dénommé Chorus, qui permet de gérer la dépense, les recettes non fiscales et la comptabilité de l'État.

#### Moyens
Un audit systématique des dépenses de l'État est réalisé. Pour cela, les équipes d'audit sont constituées de membres des corps d’inspection interministériels et ministériels et d'auditeurs ou de consultants externes (Accenture, Capgemini, Ernst & Young, McKinsey ou le Boston Consulting Group entre autres).
Les moyens utilisés pour mener à bien cette réforme sont de plusieurs types :
- mutualisation des missions de support et d'encadrement (dans les ministères avec la fusion de nombreuses directions et à l'échelon régional, qui devient l'échelon décisionnel à la place des directions départementales)
- suppression de missions jugées obsolètes ou trop coûteuses
- transfert de missions aux collectivités territoriales ou aux entreprises privées (secours en montagne…)
- mise en place d'un dispositif visant à faciliter la mobilité des agents
- création d'une indemnité de départ volontaire

La Mission interministérielle pour la réforme de l'administration territoriale de l'État (MIRATE) est chargée de superviser la mise en œuvre d’ensemble de la réforme de l’administration territoriale de l'État (RéATE).

#### Résultats
- Six rapports successifs sont présentés par le gouvernement français pour établir un état d'avancement des réformes engagées dans le cadre de la RGPP. Ces rapports d'étape sont téléchargeables sur le site[9] de la RGPP.
- Pour le ministère de la Défense, une mission de suivi de la réforme est créée par la commission de la défense de l'Assemblée nationale. Elle est composée des députés François Cornut-Gentille (UMP) et Bernard Cazeneuve (PS).

### Suède
La Suède met en œuvre des politiques de révision des politiques publiques depuis 1988 (changement de la comptabilité publique) jusque vers la fin des années 1990. En 1993, le poids des dépenses publiques atteint 72,4 % du PIB.

#### Objectifs et moyens
La Suède délègue de nombreux services au public à des agences dont les responsables sont évalués régulièrement. Après la réforme, l'administration est divisée en 9 grands ministères et environ 270 agences, publiques ou mixte (ex : Télécom, Poste). Un certain nombre de missions sont aussi privatisées.
Les agences reçoivent de leur tutelle une lettre de mission fixant leurs objectifs. Sur la base de ces lettres de mission, les agences soumettent ensuite leurs budgets pluriannuels à leur tutelle et au parlement pour approbation. Les résultats de chaque agence sont évaluées grâce à des reportings réguliers. Les dirigeants des agences sont autonomes et donc responsables de la gestion de leur agence. Pour ce faire, ils gèrent eux-mêmes leurs ressources humaines et leurs investissements.
Le statut de fonctionnaire disparaît quasiment à la suite de ces réformes. Les agences emploient des salariés de droit commun.
Au niveau des collectivités décentralisées, le contrôle budgétaire est renforcé. Ainsi, les collectivités locales ne peuvent faire plus de deux exercices consécutifs en perte et ont l'obligation de présenter des budgets en équilibre.

#### Résultats
En 2007, le poids des dépenses publiques revient à 53,8 % du PIB. Par ailleurs, la croissance du PIB suédois atteint en moyenne 3,1 % depuis 1994. La forte croissance que connaît le pays permet de faire diminuer le chômage et d'engager la diminution des allocations-chômage.
Le déploiement des nouvelles technologies permet, outre la diminution des coûts, la détérioration pour l'usager de nombreux services publics.

## Sources